# Gambusia puncticulata
Gambusia puncticulata es un pez de la familia de los pecílidos en el orden de los ciprinodontiformes.

## Distribución geográfica
Se encuentran en Jamaica, Cuba, Bahamas y las Islas Caimán.